# 그리스도의 교회 (유악기)
유악기파 그리스도의 교회(Christian Church)란 그리스도의 교회로서 악기를 사용하는 교회이다. 무악기파 '그리스도의 교회(churches of Christ)'와 구분하여 '그리스도인 교회(Christian Churches)'라고도 한다. (미국의 Christian Church, 캐나다의 Christian Church in Canada 등을 비롯해 나라별로 여러 교단이 있다. 한국에서는 서울기독대학교, 한민학교 등이 유악기파가 설립한 교회이다.

## 참조
- “그리스도의 교회”. 《cportal.co.kr》. 2021년 8월 26일에 원본 문서에서 보존된 문서. 2021년 8월 26일에 확인함.